# Inter Switch Link
Inter Switch Link (ISL) es un protocolo propiedad de Cisco que mantiene información sobre VLANs en el tráfico entre routers y switches.
Este método de encapsulación solo es soportado en los equipos Cisco a través de los enlaces Fast y Gigabit Ethernet. El tamaño de las tramas ISL puede variar entre 94 bytes y 1548 bytes debido a la sobrecarga (campos adicionales) que el protocolo crea en la encapsulación.
Es el método de encapsulación de Cisco para las VLAN que compite con el protocolo libre (no propietario) de IEEE 802.1Q. A pesar de que en los últimos equipos de Cisco se ha dejado de incluir este protocolo en favor del protocolo de la IEEE.
- Datos: Q1665777